# Куликов, Юрий Дмитриевич
Ю́рий Дми́триевич Кулико́в (9 мая 1990, Москва, СССР) — российский футболист, защитник.

## Карьера
Воспитанник школы московского «Локомотива», в 2008 году начал играть на профессиональном уровне в молодёжной команде железнодорожников. В 2009 году перешёл в «Локомотив-2», где выступал в течение трёх сезонов.
В сентябре 2012 года присоединился к тверской «Волге», сыграл 2 матча. В начале 2013 года перешёл в латвийский клуб «Юрмала». В июне 2013 года побывал на просмотре в московском «Торпедо», но в итоге присоединился к клубу «Химки».